# Матильда Франконская
Матильда Франконская (нем. Mathilde von Franken; ок. 1027, Остербек — 1034, Вормс) — дочь императора Конрада II и Гизелы Швабской, сестра императора Генриха III.

## Биография
Матильда родилась, по-видимому, в Остербеке, где остановилась её мать по пути к мужу в Утрехт.
В возрасте шести лет была помолвлена с Генрихом I Французским. Как полагают, о браке договорились на встрече королей Франции и Германии, состоявшейся в Девиль-сюр-Мезе в мае 1033 года. Эта помолвка скрепляла союз, направленный против Эда II де Блуа, который оспаривал у Конрада Бургундское королевство, а против Генриха поднял восстание, сговорившись с его матерью Констанцией Арльской.
Для 25-летнего Генриха это должен был быть первый брак, к тому же «без перспективы скорой консуммации», однако уже в следующем году невеста умерла.
Единственным, зато вполне надежным источником, сообщающим о помолвке, является «Жизнь императора Конрада» капеллана Випона:

Eo tempore [1034], filia imperatoris Chuonradi et Giselae imperatricis, Mahthilda, nimiae formositatis puella, Heinrico regi Francorum desponsata, obiit Wormatiae ibique sepulta est.
(В это время [1034] дочь императора Конрада и императрицы Гизелы, Матильда, девушка необыкновенной красоты, обрученная с Генрихом, королём франков, скончалась в Вормсе, где и была похоронена).— Wipo. Vita Chuonradi imperatoris, 32